# 郷ノ浦町
郷ノ浦町（ごうのうらちょう）は、長崎県の壱岐島の南西部 (壱岐郡) にあった町。2004年3月1日に勝本町、芦辺町、石田町と合併し壱岐市となった。

## 地理
壱岐島の南西部に位置する。
- 山：岳ノ辻、鹿ノ辻、角上山（津の上山）、久美ノ尾、鏡岳
- 島嶼：大島、長島、原島、机島、平島、火島、牛島、蛇島、阿瀬島、黒瀬島、アカガ島、タコ島
- 半島：渡良半島、黒崎半島
- 河川：永田川、湯川、名切川、亀川、舩橋川、坂本川、御神名川、烏賊ノ口川、大河内川、双六川、渡良川
- 港湾：半城湾、梅津湾、片苗湾、宇土湾、唐船湾、母ヶ浦、郷ノ浦港、初瀬港、森ノ浜港

## 歴史
- 1889年（明治22年）4月1日 - 町村制施行により、石田郡のうち後の町域にあたる以下の各村が発足。
  - 武生水村（単独村制）
  - 渡良村（単独村制）
  - 柳田村（物部村・半城村が合併）
  - 沼津村（長峰村・黒崎村が合併）
  - 志原村（単独村制）
  - 初山村（単独村制）
- 1896年（明治29年）4月1日 - 郡制の施行により、石田郡と壱岐郡が合併し改めて壱岐郡が発足。同日より壱岐郡の管轄となる。
- 1925年（大正14年）4月1日 - 武生水村が町制施行、武生水町となる。
- 1955年（昭和30年）2月11日 - 壱岐郡武生水町、渡良村、柳田村、沼津村、志原村、初山村が合併し郷ノ浦町が発足。町名は住民から募集し「合併町村は往時より郷ノ浦港を中心として発展してきたので、一般に親しみがもたれている」として採用された[1]。
- 1958年（昭和33年）4月1日 - 当町のうち久喜触を石田村に編入[2]。
- 2004年（平成16年）3月1日 - 壱岐郡勝本町、芦辺町、石田町と合併し市制施行。壱岐市が発足し、郷ノ浦町は自治体として消滅。

## 地域

### 地名
触・浦または島を行政区域とする。大字は設置していない。
旧武生水町
- 片原触（かたばる）
- 郷ノ浦
- 庄触
- 永田触
- 東触
- 本村触

旧初山村
- 坪触
- 初山東触[3]
- 初山西触[4]
- 若松触

旧柳田村
柳田村時代は「物部」「半城」の2大字を冠称していたが、郷ノ浦町発足時に大字を廃止した。大字の区域の詳細は柳田村 (長崎県)#地名を参照。
- 牛方触
- 大浦触
- 木田触
- 田中触
- 半城本村触[5]
- 物部本村触[6]
- 柳田触

旧志原村
- 久喜触 - 1958年、石田村（後の石田町）に編入[2]。
- 釘山触
- 志原西触[7]
- 志原南触[8]
- 大原触（たいばる）
- 平人触（ひろうと）

旧渡良村
- 麦谷触
- 渡良浦
- 渡良西触[9]
- 渡良東触[10]
- 渡良南触[11]
- 大島
- 長島
- 原島

旧沼津村
沼津村時代は「長峰」「黒崎」の2大字を冠称していたが、郷ノ浦町発足時に大字を廃止した。大字の区域の詳細は沼津村#地名を参照。
- 有安触
- 小牧西触[12]
- 小牧東触[13]
- 里触
- 新田触
- 長峰東触[14]
- 長峰本村触[15]

## 教育
中学校
- 郷ノ浦町立武生水中学校
- 郷ノ浦町立沼津中学校
- 郷ノ浦町立初山中学校
- 郷ノ浦町立渡良中学校

小学校
- 郷ノ浦町立盈科小学校
- 郷ノ浦町立志原小学校
- 郷ノ浦町立沼津小学校
- 郷ノ浦町立初山小学校
- 郷ノ浦町立三島小学校（大島本校）
  - 長島分校
  - 原島分校
- 郷ノ浦町立柳田小学校
- 郷ノ浦町立渡良小学校

## 名所・旧跡・観光スポット・祭事・催事

### 名所・旧跡・観光スポット
- 八坂神社
- 天手長男神社
- 鏡岳神社[16]
- 岳ノ辻
- 猿岩
- 初瀬の岩脈[17]
- 鬼の足跡
- 渡良のアコウ[18]
- 志原のスキヤクジャク群落[19]
- 春一番の塔

### 祭事・催事
- 郷ノ浦祇園山笠

## 郷ノ浦町出身の著名人
- 小金丸幾久（彫刻家）
- 長岡秀星（イラストレーター・画家）

## その他

### 新聞
- ふれ太鼓壱岐 - 壱岐政経評論社が2000年まで発行